# Józef Weyssenhoff (publicysta)
Józef Weyssenhoff herbu Łabędź (ur. 19 listopada 1760 w Andżelmujży, zm. 30 grudnia 1798 w Pizie) – szambelan Stanisława Augusta Poniatowskiego, publicysta, prawnik, poseł inflancki, poseł z Inflant na Sejm Czteroletni w 1788 roku, kapitan wojsk litewskich, wolnomularz.
Jeden z reprezentantów (obok Teodora Ostrowskiego, Sebastiana Czochrona, Józefa Szymanowskiego i Tomasza Kuźmirskiego) myśli humanitarnej w polskim prawie epoki stanisławowskiej.
We wrześniu 1789 roku wszedł w skład Deputacji do Formy Rządu, powołanej przez Sejm Czteroletni dla określenia ustroju Rzeczypospolitej.
Działacz Stronnictwa Patriotycznego. 2 maja 1791 roku podpisał asekurację, w której zobowiązał się do popierania projektu Ustawy Rządowej. Współzałożyciel Zgromadzenia Przyjaciół Ustawy Rządowej 3 maja (Zgromadzenia Przyjaciół Konstytucyi Rządowej). W latach 1791–1792 współredaktor "Gazety Narodowej i Obcej". Występuje jako sygnatariusz Konfederacji Generalnej Sejmu Wielkiego i Zaręczenia Wzajemnego Obojga Narodów.
Po wojnie polsko-rosyjskiej 1792 r. wyemigrował do Saksonii. Uczestnik sprzysiężenia powstańczego 1793-94.